# Сууръярв
Су́уръярв (Суръярв; эст. Suurjärv — «Большое озеро», Rõuge Suurjärv, Nõiajärv — «Ведьмино озеро») — проточное озеро ледникового происхождения на реке Рыуге в юго-восточной Эстонии. Расположено на территории волости Рыуге в центральной части уезда Вырумаа. Входит в группу из семи глубоководных озёр на западной окраине возвышенности Хаанья, возникших в результате воздействия талых вод во время отступления последнего ледника.
Самое глубокое озеро Эстонии (38 м), средняя глубина — 11,9 м (второе место среди озёр Эстонии). Прозрачность воды достигает 7,1 метров. Площадь составляет 14,6 (13,5) га. Площадь водосборного бассейна — 25,8 км².
Находится на западе ландшафтного заповедника Хаанья, в пределах административной территории сельского посёлка Рыуге (эст. Rõuge alevik). Озеро имеет форму неправильного овала, вытянутого в направлении северо-запад—юго-восток до 858 м в длину и максимальной шириной в 300 м. Сообщается протоками с 4 соседними озёрами: Лийнъярв и Валгъярв на юго-востоке, Каусъярв и Ратасъярв на северо-западе.
Популярное место отдыха. На берегу озера, в посёлке Рыуге — церковь Св. Марии (XVIII век). Неподалёку находятся остатки городища Рыуге (VI—XI) вв.